# Esperanza Beltrán Tejera
Esperanza Beltrán Tejera (n. 1947) es una botánica e investigadora española. Es licenciada y doctora en Ciencias Biológicas de la Universidad de La Laguna. Es catedrática de Botánica en la Universidad de La Laguna.

## Obra

### Artículos
- BELTRÁN-TEJERA, E. (2021). Recuerdos sobre Salvador Rivas-Martínez. Global Geobotany, Vol nº 5 (2). p. 83.- ISSN: 2253-6426 (print)/ISSN 2253-6523 (online) DOI: 10.5616/ gg 2120010
- QUIJADA L., BARAL H.-O., BELTRÁN-TEJERA E. & PFISTER D. H. (2020). Orbilia jesu-laurae (Ascomycota, Orbiliomycetes), a new species of neotropical nematode-trapping fungus from Puerto Rico, supported by morphology and molecular phylogenetics. – Willdenowia 50: 241–251.
- BELTRÁN-TEJERA, E., J. L. RODRÍGUEZ-ARMA, M. J. DÍAZ ARMAS & L. QUIJADA (2019).  Aphyllophoroid fungi in Teide National Park (Tenerife, Canary Islands). Mycotaxon 134(2): 1-24 DOI: https://doi.org/10.5248/134.407
- QUIJADA, L. & E. BELTRÁN-TEJERA (2019). Discovering unrecorded genera of Helotiales in the Canary Islands. Ascomycete.org. 11 (2): 0-0. Mise in ligne le 00/04/2019. 10.25664/ART
- DÍAZ-ARMAS, M.J., E. BELTRÁN-TEJERA, J.L. RODRÍGUEZ-ARMAS & L. QUIJADA (2019). The genus Peniophora (Russulales, Basidiomycota) in the high mountain of Tenerife (Teide National Park, Canary Islands). Nova Hedwigia 108 (3-4): 379-404. DOI: 10.1127/nova_hedwigia/2019/0518
- BELTRÁN-TEJERA, E., J.L. RODRÍGUEZ-ARMAS & L. QUIJADA FUMERO (2018). Hongos s. lato. In: Lista de especies silvestres terrestres y marinas de Canarias. Banco de datos de la Biodiversidad Canaria. Gobierno de Canarias. https://www.biodiversidadcanarias.es/biota
- M.P. MARTÍN, L.-F. ZHANG, J. FERNÁNDEZ-LÓPEZ, M. DUEÑAS, J.L. RODRÍGUEZ-ARMAS, E. BELTRÁN-TEJERA, M.T. TELLERIA  (2018). Hyphoderma paramacaronesicum sp. nov. (Meruliaceae, Polyporales, Basidiomycota), a cryptic lineage to H. macaronesicum. Fungal Systematics and Evolution 2: 57–68
- BELTRÁN-TEJERA, E. (2017). Los hongos. In Fernández-Palacios et al.: La laurisilva. Canarias, Madeira y Azores. Macaronesia Editorial, Santa Cruz de Tenerife, 174-179.
- BAÑARES-BAUDET A. & E.BELTRÁN-TEJERA (2015). Adiciones a la micobiota de las Islas Canarias. X. Agaricomycetidae. Bol. Soc. Micol. Madrid 39: 243-258.
- BELTRÁN-TEJERA, E., J. L. RODRÍGUEZ-ARMAS, M. T. TELLERIA, M. DUEÑAS, I. MELO, I. SALCEDO & J. CARDOSO (2015). Corticioid fungi of the western Canary Islands. Chorological additions. Mycotaxon 130 (4): 1213-1214 (74 pp online).
- TOLEDO MARANTE, F.J., E.GONZÁLEZ ALFONSO, J. BERMEJO BARRERA & E. BELTRÁN-TEJERA (2015). Chemistry of Fungi: Study of the lipid metabolites of Hynellum ferrugineum. Anuario Inst. Est. Canar. 59: 45-53.
- QUIJADA L., H.-O. BARAL, E. BELTRÁN-TEJERA (2016).A revision of the genus Orbilia in the Canary Islands. Phytotaxa 284 (4): 231-262. DOI: http:/dx.doi.org/10.11646/phytotaxa.284.4.1
- QUIJADA, L., S. HUHTINEN, R. NEGRIN & E.BELTRÁN-TEJERA (2017). Studies in Hyaloscyphaceae associated with major vegetation types in the Canary Islands.II. a revision of Hyaloscypha. Willdenowia 47: 31-41. Doi: https://doi.org/10.3372/wi.47.47104
- BAÑARES BAUDET, Á. & E.BELTRÁN-TEJERA (2017). Adiciones a la micobiota de las Islas Canarias. XI. Agaricomycetidae con especial referencia a species cistófilas. Bol. Soc. Micol. Madrid 41:53-69.
- QUIJADA, L., M. RIBES, R. NEGRÍN & E. BELTRÁN-TEJERA (2017). Lignicolous species of Helotiales associated with major vegetation types in the Canary Islands. Willdenowia 47: 271-291. doi: https://doi.org/10.3372/wi.47.47310
- Beltrán-Tejera, E.. 2009. Semblanza de un botánico comprometido con su tiempo: Wolfredo Wildpret de la Torre en Homenaje al profesor Dr. Wolfredo Wildpret de la Torre. Ed. Instituto de Estudios Canarios, La Laguna, pp. 27-70 ISBN 978-84-88366-82-5

- BELTRÁN-TEJERA ESPERANZA, luis Quijada, Jonathan Díaz, J. Laura Rodríguez-Armas, Angel Bañares Baudet, Julio Leal Pérez. 2009. Estudio micológico de El Canal y Los Tiles (La Palma, Islas Canarias). V: datos adicionales. Anales del Jardín Botánico de Madrid 66 (extra 1): 93-107 ISSN 0211-1322 en línea

- ángel Bañares Baudet, esperanza Beltrán-Tejera. 2009. Estudio micológico del Parque Nacional de Garajonay (La Gomera, Islas Canarias). Agaricales s.l. I. Anales del Jardín Botánico de Madrid 66 (extra 1): 47-61 ISSN 0211-1322 en línea

- j.l. Rodríguez Armas, esperanza Beltrán-Tejera, javier Barrera Acosta, ángel Bañares Baudet. 2003. Diversidad de los Aphyllophorales (Basidiomycota) del Parque Nacional De Garajonay (La Gomera, Islas Canarias). Vieraea: Folia scientarum biologicarum canariensium 31: 339-363 ISSN 0210-945X en línea

- juan Mosquera, carlos Lado Rodríguez, diana Wrigley de Basanta, Arturo Estrada-Torres, esperanza Beltrán-Tejera. 2002. Description and culture of a new myxomycete, "Licea succulenticola". Anales del Jardín Botánico de Madrid 60 ( 1): 3-10 ISSN 0211-1322 en línea

- ana Losada Lima, g.m. Dirkse, m. Abella Marrero, esperanza Beltrán-Tejera. 2001. Flora briológica de la ciudad de La Laguna (Tenerife, Islas Canarias). Boletín de la Sociedad Española de Briología 18-19: 115-120 ISSN 1132-8029

- esperanza Beltrán-Tejera, j.l. Rodríguez Armas. 1999. Aphyllophorales (Bsidiomycotina) de las Islas Canarias: novedades corológicas II. Revista de la Academia Canaria de Ciencias: = Folia Canariensis Academiae Scientiarum 11 (3-4): 223-243 ISSN 1130-4723

- ESPERANZA BELTRÁN-TEJERA & juan Mosquera. 1996. Myxomycetes de las Islas canarias: Adiciones corológicas de interés. Estudios canarios: Anuario del Instituto de Estudios Canarios 41: 15-22 ISSN 0423-4804

- j.l. Rodríguez Armas, esperanza Beltrán-Tejera. 1999. Contribución al estudio de los Aphyllophorales (Basidiomycotina) del Monteverde de las Islas Canarias. Bibliotheca Mycologica 160. Ed. ilustrada de J. Cramer, 456 pp. ISBN 3443590624, ISBN 9783443590628

- wolfredo Wildpret de la Torre, esperanza Beltrán-Tejera, juana m. González Mancebo, aurelio Centellas Bodas. 1994. Pelargonium capitatum y Rumex lunaria, dos plantas invasoras en el Parque Nacional de Timanfaya (Lanzarote, Islas Canarias): Consideraciones ecológicas y fitosociológicas. Estudios canarios: Anuario del Instituto de Estudios Canarios 39: 9-16 ISSN 0423-4804

- esperanza Beltrán-Tejera, j.l. Rodríguez Armas. 1992. Aphyllophorales (Basidiomycotina) de las islas Canarias: Novedades corológicas : I. Estudios canarios: Anuario del Instituto de Estudios Canarios 36-37: 9-40 ISSN 0423-4804

- ana Losada Lima, juana m. González Mancebo, m.b. Febles Padilla, esperanza Beltrán-Tejera, maría c. León Arencibia. 1990. Contribución al conocimiento de la flora briológica del monte de aguas y pasos (los silos, Tenerife). II. Briofitos saxícolas y terrícolas. Vieraea: Folia scientarum biologicarum canariensium 19: 11-18 ISSN 0210-945X

- juana m. González Mancebo, lázaro Sánchez Pinto, esperanza Beltrán-Tejera, ana Losada Lima. 1989. Contribución al estudio florístico de las coladas históricas de las Islas Canarias. I: Chinyero (Tenerife). Anales del Jardín Botánico de Madrid 46 ( 2): 437-444 ISSN 0211-1322
- Ángel Bañares Baudet, Esperanza Beltrán-Tejera & Wolfredo Wildpret de la Torre . 1980. Adiciones micologicas para las islas de Tenerife, Gomera y Hierro (Islas Canarias). Vieraea 8(2): 277-336.

### Libros
- BAÑARES BAUDET, Á. & E. BELTRÁN-TEJERA (2017). Los Hongos (Agaricales s.l.) de las Isla Canarias. Ed. Universidad de La Laguna (Campus América) e Instituto de Estudios Canarios. 351 pp. ISBN 978-84-697-5496-2; DEP.LEG. TF.1043-2017
- BELTRÁN-TEJERA, E.,  J. AFONSO-CARRILLO, A. GARCÍA GALLO & O. RODRÍGUEZ DELGADO (Eds.), (2009). Homenaje al Profesor Dr. Wolfredo Wildpret de la Torre. Instituto de Estudios Canarios. La Laguna (Tenerife. Islas Canarias). Monografía LXXVIII. 872 pp. ISBN: 978-84-88366-82-5.

- Esperanza Beltrán Tejera (Edit.). 2008. Hongos, líquenes y briófitos del Parque Nacional de Garajonay La Gomera (Islas Canarias). Naturaleza y Parques Nacionales. Serie técnica. Ed. Organismo Autónomo de Parques Nacionales, 853 pp. ISBN 8480147075, ISBN 9788480147071

- janira Gutiérrez Peraza & esperanza Beltrán Tejera. 2008. Guía de las setas del castaño del municipio de Santa Úrsula (Tenerife, Islas Canarias). Ed. Ayuntamiento de Santa Úrsula, 148 pp.

- esperanza Beltrán Tejera. 2004. Hongos, líquenes y briófitos del Parque Nacional de la Caldera de Taburiente. Naturaleza y Parques Nacionales. Serie Técnica. Ed. Organismo Autónomo de Parques Nacionales, 504 pp. ISBN 8480145706, ISBN 9788480145701

- ESPERANZA BELTRAN-TEJERA, W.WILDPRET, M.C.LEÓN, A.GARCÍA & J.REYES (1999). Libro Rojo de las especies de la flora canaria contenidas en la Directiva Europea-Hábitats. Servicio Publ. Organismo Autónomo Parques Nacionales. Madrid.  694 pp.

- juana m. González Mancebo, esperanza Beltrán Tejera, ana m. Losada Lima. 1991. Contribución al estudio de la flora y vegetación briofitica higro-hidrofila de las Cañadas del Teide: (Tenerife). Monografía 42 (Consejo Superior de Investigaciones Científicas de España. Ed. Instituto de Estudios Canarios. 131 pp. ISBN 8460075192, ISBN 9788460075196

- La abreviatura «Beltrán-Tej.» se emplea para indicar a Esperanza Beltrán Tejera como autoridad en la descripción y clasificación científica de los vegetales.[2]